# Odpowiedź na Psalmy przyszłości
Odpowiedź na Psalmy przyszłości (Do autora trzech Psalmów) – poemat napisany przez Juliusza Słowackiego na przełomie lat 1845–1846. Został wydany bezimiennie, bez wiedzy poety, pod tytułem Do autora trzech Psalmów w 1848 roku, następnie ukazał się w pierwszym tomie Pism pośmiertnych wydanych we Lwowie w roku 1866. Do dziś dokładne okoliczności dostania się rękopisu do druku są nieznane; przypuszcza się, że mógł go przekazać Ryszard Berwiński lub E. Chojecki (niektórzy podejrzewali iż mógł to zrobić także Cyprian Kamil Norwid). 
Poemat ma charakter polemiczny wobec poglądów Zygmunta Krasińskiego zawartych w trzech z pięciu Psalmów przyszłości Krasińskiego (kolejne dwa: Psalm żalu i Psalm dobrej woli stanowią odpowiedź na utwór Słowackiego), dotyczących głównie rozwoju historii i roli narodowej poety. Słowacki krytykuje idealizowane postrzeganie szlachty przez Krasińskiego (uznając za skończone jej działanie historyczne), stawiając ją w opozycji do młodych przedstawicieli społeczeństwa, którzy mogą być jego zdaniem realizatorami woli boskiej. Według Krasińskiego bardzo ważnym środkiem do osiągnięcia wolności narodu jest połączenie sił ludu i szlachty; Słowacki zaś twierdził, że droga ta prowadzi poprzez rozbicie przestarzałych zasad politycznych i społecznych. Według Słowackiego, to, co może przynieść zmiany dla narodu polskiego, nie może opierać się na abstrakcyjnym pojęciu etycznym, lecz na konkretnym czynie prowadzącym do wolności i możliwości doskonalenia społeczeństwa, a jeśli to koniecznie – także krwawej ofierze, wynikającej z samego Ducha "Wiecznego Rewolucjonisty". Zadaniem poety jest zrozumienie spraw, dążeń i cierpień swego narodu, pojmowanie sensu jego dziejów historycznych jak również przyszłości. Powinien więc być swego rodzaju wieszczem, osobą przewodnią. Tylko poezja pisana przez takiego poetę może wspomóc przemianę narodu jak i jego doskonalenie, o którym jako o celu narodu pisał Krasiński.